# Essert-Pittet
Pour les articles homonymes, voir Essert et Pittet.
Essert-Pittet est une localité de la commune suisse de Chavornay dans le canton de Vaud, située dans le district du Jura-Nord vaudois et une ancienne commune.

## Géographie

Photo aérienne (1964).

La surface totale de la commune d'Essert-Pittet représente 277 hectares qui se décomposent en 31 ha de surfaces d'habitat et d'infrastructure (11,2 %), 225 ha de surfaces agricoles (81,2 %), 19 ha de surfaces boisées (6,9 %) et enfin 2 ha de surfaces improductives (0,7 %).
Essert-Pittet compte quelques fermes isolées. Les communes voisines sont Épendes, Suchy, Chavornay et Orbe.

### Voies de communication et transports
Essert-Pittet, qui fait partie de la communauté tarifaire vaudoise Mobilis, possède une gare ferroviaire sur la ligne Yverdon-Lausanne depuis 1932.
La jonction entre les autoroutes A1 et A9 se situe sur le territoire de la commune.

## Toponymie
Le nom d’Essert vient vraisemblablement du mot essart, terrain défriché pour le rendre cultivable.

## Histoire
Des vestiges de l'époque romaine et du Moyen Âge ont été retrouvés sur le territoire de la commune. Essert-Pittet est mentionné sous le nom d'Exertus en 1100 puis Essers en 1453. Le village fait partie de la seigneurie de Belmont dès le XIIIe siècle avant d'être érigé en seigneurie particulière au XVe siècle. À l'époque bernoise, la seigneurie est acquise par la famille de Hennezel qui la conserve jusqu'à la fin de l'ancien régime. Louis de Hennezel y édifie un château en 1609 ; il est incendié au début du XIXe siècle.
Le village fait partie du district d'Yverdon de 1798 à 2007 et du district du Jura-Nord vaudois depuis 2008.
En septembre 2015, les habitants de Chavornay, Corcelles-sur-Chavornay et Essert-Pittet approuvent la fusion de leurs trois communes pour le 1er janvier 2017.

### Héraldique
| Blason de Essert-Pittet | Blason  | Les armes de la commune d'Essert-Pittet se blasonnent ainsi : De gueules à trois glands d'argent.                                                                     |
| Blason de Essert-Pittet | Détails | Le blason de la commune est celui de la famille de Hennezel, propriétaire du lieu jusqu'à la fin de l'Ancien Régime. Le statut officiel du blason reste à déterminer. |

## Population et société

### Démographie
Essert-Pittet compte 170 habitants en 2023. Sa densité de population atteint 62 hab/km2.
En 2000, la population d'Essert-Pittet est composée de 65 hommes (52 %) et 60 femmes (48 %). Il y a 109 Suisses (87,2 %) et 16 étrangers (12,8 %). La langue la plus parlée est le français, avec 108 locuteurs (86,4 %), et la deuxième langue est l'allemand (6 personnes ou 4,8 %). Sur le plan religieux, la communauté protestante reformée est la plus importante avec 74 personnes (59,2 %), suivie des catholiques romains (18 ou 14,4 %). 22 personnes (17,6 %) n'ont aucune appartenance religieuse.
Le graphique suivant résume l'évolution de la population d'Essert-Pittet entre 1850 et 2010 :

### Surnom
Les habitants d'Essert-Pittet sont surnommés les Fouette-Grenouilles, en référence à « ceux qui tapaient l'eau des étangs pour faire taire les bruyants amphibiens durant la nuit ». Ils partagent ce sobriquet avec les habitants de Chevilly et de Denens.

## Politique et administration
Sur le plan communal, Essert-Pittet est dirigée par une municipalité formée de neuf membres et dirigée par un syndic (Dominique Vidmer) pour l'exécutif et un Conseil communal dirigé par un président pour le législatif.

## Économie
L'assèchement de la plaine de l'Orbe au XIXe siècle a favorisé le développement de l'agriculture, notamment la culture de légumes, et de l'arboriculture fruitière, qui ont une place importante dans l'économie locale. Quelques emplois ont été créés dans de petites entreprises mais le village compte de nombreux pendulaires qui travaillent principalement à Yverdon-les-Bains.

## Culture et patrimoine
L'église d'Essert-Pittet a été reconstruite en 1705-1708 et en 1746.